# Σ-Endlichkeit
Der Begriff der {\displaystyle \sigma }-Endlichkeit (auch {\displaystyle \sigma }-Finitheit) beschreibt in der Maßtheorie die Eigenschaft eines Maßes {\displaystyle \mu }, wenn die Grundmenge {\displaystyle X} des Maßraumes {\displaystyle (X,{\mathcal {A}},\mu )} als abzählbare Vereinigung von Mengen {\displaystyle A_{1},A_{2},\dots } mit endlichem Maß {\displaystyle \mu (A_{n})<\infty } dargestellt werden kann. Der Begriff ist eine Verallgemeinerung des Begriffes der Endlichkeit eines Maßes, jedes endliche Maß ist auch {\displaystyle \sigma }-endlich. Der Begriff liefert auch eine Abstufung von (messbaren) Mengen von unendlichem Maß in {\displaystyle \sigma }-endliche und nicht {\displaystyle \sigma }-endliche Mengen. Er wird aus ähnlichen Gründen eingeführt wie der Begriff der Abzählbarkeit bezüglich der Anzahl von Elementen einer Menge. Allgemein ist die {\displaystyle \sigma }-Endlichkeit eine Eigenschaft von Mengenfunktionen in Verbindung mit einem Mengensystem. Oftmals wird aber auf die Angabe des Mengensystems verzichtet, wenn klar ist, um welches es sich handelt.

## Definition für Maße
Gegeben sei ein Messraum {\displaystyle (X,{\mathcal {A}})}. Dann heißt ein Maß {\displaystyle \mu } ein {\displaystyle \sigma }-endliches Maß, wenn es eine der drei folgenden äquivalenten Bedingungen erfüllt:
1. Es existieren abzählbar viele Mengen {\displaystyle A_{1},A_{2},A_{3},\dots } aus {\displaystyle {\mathcal {A}}}, die außerdem {\displaystyle \mu (A_{n})<\infty } für alle {\displaystyle n\in \mathbb {N} } erfüllen und die {\displaystyle X} überdecken. Es gilt also
{\displaystyle \bigcup _{n\in \mathbb {N} }A_{n}=X}.
2. Es existieren abzählbar viele disjunkte Mengen {\displaystyle A_{1},A_{2},A_{3},\dots } aus {\displaystyle {\mathcal {A}}}, die außerdem {\displaystyle \mu (A_{n})<\infty } für alle {\displaystyle n\in \mathbb {N} } erfüllen und die {\displaystyle X} überdecken. Es gilt also
{\displaystyle \bigcup _{n\in \mathbb {N} }A_{n}=X}.
3. Es existiert eine strikt positive (d. h. {\displaystyle f(x)>0} für alle {\displaystyle x\in X}) messbare Funktion {\displaystyle f}, so dass
{\displaystyle \int f(x)\mu (\mathrm {d} x)<\infty }.

Der Maßraum {\displaystyle (X,{\mathcal {A}},\mu )} wird dann auch als {\displaystyle \sigma }-endlicher Maßraum bezeichnet. Allgemeiner wird ein signiertes Maß {\displaystyle \sigma }-endlich genannt, wenn seine Variation {\displaystyle \sigma }-endlich ist.

## Beispiele
Das Lebesgue-Maß {\displaystyle \lambda } auf den reellen Zahlen, versehen mit der Borelschen σ-Algebra, ist nicht endlich, aber {\displaystyle \sigma }-endlich. Denn betrachtet man die Mengen
{\displaystyle I_{n}:=(-n,n)\in {\mathcal {B}}(\mathbb {R} )},
so ist {\displaystyle \lambda (I_{n})=2n<\infty } und
{\displaystyle \bigcup _{n=1}^{\infty }I_{n}=\mathbb {R} }.
Somit erfüllt das Lebesgue-Maß das erste Kriterium in der obigen Konstruktion. Eine disjunkte Überdeckung mit Mengen endlichen Maßes wie im zweiten Punkt der Definition liefern beispielsweise die Mengen
{\displaystyle B_{n}=I_{n}\setminus I_{n-1}},
wobei {\displaystyle B_{1}=I_{1}} ist. Dann ist {\displaystyle \lambda (B_{n})=2} und es gilt wieder
{\displaystyle \bigcup _{n=1}^{\infty }B_{n}=\mathbb {R} }.
Eine strikt positive Funktion mit endlichem Integral wie im dritten Punkt der Definition gefordert erhält man beispielsweise durch
{\displaystyle f(x)=\sum _{n=1}^{\infty }{\frac {\mathbf {1} _{B_{n}}(x)}{2^{n}}}}.
Hierbei ist {\displaystyle \mathbf {1} _{A}} die Indikatorfunktion auf der Menge {\displaystyle A}.
Zu beachten ist, dass {\displaystyle \sigma }-Endlichkeit immer eine Eigenschaft eines Maßes in Kombination mit einem Messraum ist. So ist das Zählmaß auf einer Menge {\displaystyle M}, versehen mit der Potenzmenge als {\displaystyle \sigma }-Algebra endlich, wenn {\displaystyle M} endlich ist und genau dann {\displaystyle \sigma }-endlich, wenn {\displaystyle M} höchstens abzählbar ist.

## Anwendung
- Nicht endliche Maße können pathologische Eigenschaften aufweisen, jedoch sind viele der häufig betrachteten Maße nicht endlich. Die Klasse der {\displaystyle \sigma }-endlichen Maße teilt mit den endlichen Maßen einige angenehme Eigenschaften, {\displaystyle \sigma }-Endlichkeit kann in dieser Hinsicht mit der Separabilität von topologischen Räumen verglichen werden. Einige Sätze der Analysis, wie der Satz von Radon-Nikodým und der Satz von Fubini, gelten zum Beispiel nicht mehr für nicht {\displaystyle \sigma }-endliche Maße (mitunter ist jedoch eine Übertragung auf allgemeinere Fälle möglich, indem man den Satz für alle {\displaystyle \sigma }-endlichen Teilräume anwendet).
- Das Birkhoff-Integral für Banachraum-wertige Funktionen wird mit Hilfe von {\displaystyle \sigma }-endlichen Maßen definiert.

## Äquivalenz zu Wahrscheinlichkeitsmaßen
Zwei Maße {\displaystyle \mu } und {\displaystyle \nu } auf einem gemeinsamen Messraum {\displaystyle (X,{\mathcal {A}})} heißen äquivalent, wenn sie dieselben Nullmengen besitzen.
Das heißt, es gilt sowohl {\displaystyle \mu \ll \nu } als auch {\displaystyle \nu \ll \mu }, sie sind gegenseitig absolut stetig.
Hierdurch ist tatsächlich eine Äquivalenzrelation auf Maßen erklärt.
Wir nehmen im Weiteren an, {\displaystyle \mu \not \equiv 0} sei nicht das Nullmaß.
Viele der Anwendungen {\displaystyle \sigma }-endlicher Maße ergeben sich nun aus dem folgenden Satz:
Jedes {\displaystyle \sigma }-endliche Maß {\displaystyle \mu } ist äquivalent zu einem Wahrscheinlichkeitsmaß {\displaystyle P}.
Die Bedeutung des Satzes liegt in der Äquivalenz zu einem endlichen Maß, selbst dann, wenn {\displaystyle \mu (X)=\infty } unendlich ist.
Insbesondere gibt es stets eine {\displaystyle \mu }-integrierbare Funktion {\displaystyle w\in L^{1}(\mu )}, so dass {\displaystyle 0<w(x)<1} für alle {\displaystyle x\in X} gilt.

## Definition für Mengenfunktionen

### Definition
Gegeben sei ein Mengensystem {\displaystyle {\mathcal {M}}} auf der Grundmenge {\displaystyle X}, also {\displaystyle {\mathcal {M}}\subset {\mathcal {P}}(X)}. Sei
{\displaystyle \mu :{\mathcal {M}}\to [0,\infty ]}
eine positive Mengenfunktion. Dann heißt die Mengenfunktion {\displaystyle \sigma }-endlich, wenn es eine abzählbare Folge {\displaystyle (A_{n})_{n\in \mathbb {N} }} von Mengen aus {\displaystyle {\mathcal {M}}} gibt, so dass
{\displaystyle \bigcup _{n=1}^{\infty }A_{n}=X}
gilt und
{\displaystyle \mu (A_{n})<\infty {\text{ für alle }}n\in \mathbb {N} }
gilt. Insbesondere muss die Menge {\displaystyle X} aber nicht im Mengensystem {\displaystyle {\mathcal {M}}} enthalten sein.

### Bemerkung
Mit der obigen Definition lässt sich die {\displaystyle \sigma }-Endlichkeit auf allgemeinere Mengenfunktionen ausweiten. Eine der wichtigsten Anwendungen  dieses Begriffes ist der Maßerweiterungssatz von Carathéodory, nach dem jedes {\displaystyle \sigma }-endliche Prämaß auf einem Halbring eindeutig zu einem Maß auf der erzeugten {\displaystyle \sigma }-Algebra fortsetzbar ist. Ohne die {\displaystyle \sigma }-Endlichkeit folgt hier nicht die Eindeutigkeit.

## Verwandte Begriffe
Ein dem {\displaystyle \sigma }-endlichen Maß verwandter Begriff ist der eines moderaten Maßes. Hierbei handelt es sich um ein Borel-Maß, für das eine abzählbare Überdeckung der Grundmenge mit offenen Mengen endlichen Maßes existiert.
Zudem existiert ein Begriff der s-Finitheit. Man nennt ein Maß {\displaystyle \mu } {\displaystyle s}-finit, falls es die abzählbare Summe von endlichen Maßen ist. Jedes {\displaystyle \sigma }-endliche Maß ist immer {\displaystyle s}-finit, aber nicht jedes {\displaystyle s}-finite Maß ist {\displaystyle \sigma }-endlich.